# Romanswiller
Romanswiller é uma comuna francesa na região administrativa de Grande Leste, no departamento Baixo Reno. Estende-se por uma área de 11,44 km². Em 2010 a comuna tinha 1 240 habitantes (densidade: 108,4 hab./km²).